# Kahless de Onvergetelijke
Kahless de Onvergetelijke (Engels: Kahless the Unforgettable) is een personage in het Star Trekuniversum. In Star Trek: The Original Series werd hij gespeeld door Robert Herron en in Star Trek: The Next Generation door Kevin Conway. 

## Geschiedenis
Kahless is een figuur uit de vroege geschiedenis van de Klingons. Hij was degene die het Klingonvolk verenigde en werd de eerste keizer van het Klingonrijk.
Rond het jaar 625 v.Chr. (Aardse jaartelling) smeedde Kahless een zwaard waarmee hij Molor bevocht. Deze Molor was zo sterk dat niemand hem zou kunnen verslaan, maar Kahless zei dat hij liever zou sterven dan onder de tirannie van Moloch te moeten leven. Kahless won uiteindelijk, waardoor de Klingon-thuiswereld Kronos werd bevrijd van de tiran. Hierna werden de Klingonhuizen verenigd tot één rijk onder de leiding van keizer Kahless. 
Nadat hij Molor had verslagen noemde Kahless zijn zwaard Bat'leth, "het zwaard van eer". Met hetzelfde zwaard overwon hij ook het Fek'Ihri-volk, ontvelde hij de slang van Xol, bewerkte hij de landerijen van zijn vader en sneed hij een beeld van zijn geliefde Lukara.
Kahless gaf de Klingons de Mok'bara, de erewetten. Klingons geloven dat Kahless hen na hun dood persoonlijk op zal wachten in Sto-vo-kor: het leven na dit leven.
In 2269 ontmoette Kirk en Spock van de USS Enterprise NCC-1701 een door de Excalbianen uit Kirks geest gecreëerde Kahless. Omdat Kirk nogal vooringenomen was ten opzichte van Klingons, vocht Kahless aan de slechte kant in de strijd van goed tegen kwaad.
In 2369 creëerden priesters op de planeet Boreth een kloon van Kahless uit bloedresten op een eeuwenoude dolk van Molor. Hoewel het uitkwam dat deze Kahless een kloon was, besloot kanselier Gowron, op voorspraak van Worf, Kahless tot ceremoniële keizer van het Klingonrijk uit te roepen.

## Verhalen
Er bestaan vele, bijna mythische verhalen over Kahless de Onvergetelijke. Hieronder staan een paar van de bekendste:
- Omdat zijn broer Morath een leugen had verteld, en hiermee schande had gebracht over de hele familie, was Kahless vastbesloten zijn broer een lesje te leren. Morath wilde niet vechten en sloeg op de vlucht. Kahless achtervolgde hem en aan de zee bevocht Kahless zijn broer twaalf dagen en nachten aan een stuk door.
- Morath doodde later hun beider vader. Kahless hield het lichaam van zijn vader tegen zich aan en kon niet geloven wat zijn broer had gedaan. Morath gooide daarna het zwaard van hun vader in zee, waarbij hij zei dat "als hij het niet kon hebben, dan Kahless ook niet." De broers zouden nooit meer met elkaar praten.
- Toen 500 krijgers de Great Hall van Qam-Chee bestormden, sloeg het garnizoen op de vlucht. Kahless en vrouwe Lukara vochten zij aan zij tegen de overmacht en overwonnen uiteindelijk alle aanvallers. Daarna bedreven ze vol vuur de liefde, wat het begin zou zijn van de grootste romance in de Klingon-geschiedenis. Tijdens hun bruiloft werden ze bijna gedood door troepen van Molor.
- Bij de Three Turn Bridge vocht Kahless alleen tegen een  heel leger.
- De stad Quin'lat werd bedreigd door een zware storm. Iedereen had een schuilplaats gezocht, behalve een man die buiten bleef. Kahless ging naar hem toe en vroeg hem waarom hij hier bleef staan. De man antwoordde: "Ik ben niet bang. Ik zal me niet verbergen achter stenen en mortel. Ik zal de storm uitdagen en maken dat de wind mij eerbiedigt." Kahless respecteerde 's mans beslissing, maar zocht zelf wel beschutting. De storm kwam en de man werd gedood, waarop Kahless zei: "de wind heeft geen achting voor dwazen."